# Quinidina
A Quinidina é um fármaco do grupo dos antiarrítmicos da classe I, que é usado no tratamento das Arritmias. É um estereoisómero da quinina, que existe na casca das árvores Cinchona.

## Usos clínicos
- Controle de arritmias da aurícula como fibrilhação auricular e flutter auricular.
- Por vezes também usada na taquicardia ventricular.
- Malária

## Mecanismo de acção
Bloqueia os canais de sódio activos nos miócitos condutores, ou seja bloqueia mais os canais recentemente activos (impedindo batimentos imediatamente seguidos).
Bloqueia em grau menor os canais de potássio. Antagoniza os receptores noradrenérgicos (receptores foi tipo alfa do SNA simpático); de modo a reduzirem a atividade contrátil do miocárdio.

## Administração
Oral enquanto sal. É metabolizado no fígado pelas oxidases do citocromo p450.

## Efeitos clinicamente úteis
Prolonga o intervalo QRS no electrocardiograma, prolongado o potencial de acção. Diminui a frequência cardíaca.
É antagonista fraco dos receptores adrenérgicos (sistema simpático) alfa, produzindo vasodilatação.

## Efeitos adversos
Em mais de um terço dos doentes:
- Náuseas, diarreia, vómitos
- Cefaleias, zumbidos, vertigens.

Raramente causa:
- Torsades de pointes.
- Reacções alérgicas.

## Interacções com outros fármacos
- Aumenta a toxicidade da digoxina e outros cardioglicosideos.